# عبد الله بكري
عبد الله بكري (مواليد 1 يوليو 1994)، هو لاعب كرة قدم مصري يلعب في مركز قلب الدفاع ويلعب حاليًا في صفوف نادي بيراميدز.